# Pseudocraterellus alutaceus
Pseudocraterellus alutaceus är en svampart som först beskrevs av Giacopo Bresàdola, och fick sitt nu gällande namn av D.A. Reid 1962. Pseudocraterellus alutaceus ingår i släktet Pseudocraterellus och familjen kantareller.   Inga underarter finns listade i Catalogue of Life.